# La Torricella
La Torricella è un ippodromo del comune di Capalbio, in provincia di Grosseto.
Adibito esclusivamente per le corse di galoppo, sta ritornando sulla scena nazionale dopo un lungo periodo di sottoutilizzo. La pista è sabbiosa e l'anello misura 700 metri.
La proprietà è della Società Ippica Cabalbiese.